# Idiurus zenkeri
La ardilla de Zenker (Idiurus zenkeri) es una especie de roedor de la familia Anomaluridae. Se caracteriza por ser una "ardilla voladora" y se encuentra en Camerún, República Centroafricana, República del Congo, República Democrática del Congo, Guinea Ecuatorial continental y Uganda. Su hábitat natural son los bosques de tierras bajas húmedas subtropicales o tropicales. Está amenazada por la pérdida de su hábitat.